# Lorrenzo Wade
Lorrenzo Wade (23 de noviembre de 1985) es un jugador de baloncesto profesional estadounidense, juega de alero o escolta, su actual equipo es Capitanes de la Ciudad de México de la Liga Nacional de Baloncesto Profesional de México.

## Carrera de instituto
Lorrenzo Wade fue al instituto en Cheyenne High School, en North Las Vegas, Nevada. Allí él promedió 14 puntos y 4 rebotes en la temporada 2001–02, con un récord de 30-5 fue subcampeón estatal. En el 2003, fue elegido en el first-team all-state, all-region y all-division selection. Fue nombrado co-MVP del torneo estatal del 2003 donde promedió 21.5 puntos en seis partidos de postemporada que ayudaron a Cheyenne a conseguir su primer título estatal. Consiguió una máxima de 20 puntos y tuvo 22 rebotes en la final del título estatal después de haber conseguido 22 puntos y 14 rebotes en las semifinales. En la 2002–03 habían conseguido un registro de 31-1. Wade jugó su año de preparatoria de instituto en Hargrave Academia Militar en Virginia y promedió 14.3 puntos. Dirigió su equipo a un 25-1 y ganó el prep campeonato nacional.

## Carrera colegial

### 2004–05
Wade formó parte de un equipo de Louisville que llegó al Final Four, cuando wade apareció en 31 juegos, promediando 3.9 puntos y 10 minutos por partido. El mejor partido de Wade fue contra Tennessee State, generando sus mejores números al momento con 14 puntos el 2 de enero de 2005, encestando 5-8.

### 2005–06
Wade solicita la transferencia a San Diego State para su año como freshman, y por regulaciones de la NCAA fue forzado a no participar en toda la temporada.

### 2006–07
Wade comienza como titular en 24 de 33 juegos en su primera temporada con los aztecs, y sus 10.5 puntos y 5.3 rebotes por juego le significaron una menciòn Honorable en el all-Mountain West Conference team. En la derrota 80-64 de Syracuse en la segunda ronda del NIT, Wade anota 16 puntos y consiguió 8 rebotes.

### 2007–08
Wade disfruta su mejor temporada promediando 14.8 puntos (mejor del equipo) y 3.6 asistencias (mejor del equipo) por juego, cuando es nombrado al first-team all-Mountain West Conference team. En su mejor juego de la temporada consiguió su mejor marca de su carrera con 28 puntos contra BYU el 23 de febrero del 2008.

### Estadística universitaria
| Leyenda | Leyenda                      | Leyenda | Leyenda               | Leyenda | Leyenda                 |
| ------- | ---------------------------- | ------- | --------------------- | ------- | ----------------------- |
| GP      | Partidos jugados             | GS      | Partidos titular      | MPG     | Minutos por juego       |
| FG%     | Porcentaje de tiros de campo | 3P%     | Porcentaje de triples | FT%     | porcentaje Tiros libres |
| RPG     | Rebotes por juego            | APG     | Asiste por juego      | SPG     | Robos por juego         |
| BPG     | Tapones por juego            | PPG     | Puntos por juego      | Negrita | Máximo de su carrera    |

| Año     | Equipo                 | GP  | GS   | MPG  | FG%  | 3P%  | FT%  | RPG | APG | SPG | BPG  | PPG  |
| ------- | ---------------------- | --- | ---- | ---- | ---- | ---- | ---- | --- | --- | --- | ---- | ---- |
| 2004–05 | Louisville Cardinals   | 31  | 31   | 9.9  | .429 | .316 | .857 | 1.7 | 0.2 | 0.5 | 0.1  | 3.9  |
| 2006–07 | San Diego State Aztecs | 33  | 33   | 31.4 | .472 | .260 | .707 | 5.3 | 2.6 | 1.9 | 1.2  | 10.5 |
| 2007–08 | San Diego State Aztecs | 33  | 33   | 32.1 | .450 | .319 | .671 | 4.5 | 3.6 | 1.0 | 0.6  | 14.8 |
| Carrera | 108                    | 107 | 31.2 | .543 | .200 | .776 | 8.7  | 1.1 | 1.3 | 0.5 | 20.1 |      |

## Carrera profesional
El 19 de marzo del 2010 firma con Purefoods Tierno Juicy Giants de las Filipinas.
El 29 de octubre del 2016, fue adquirido por el Delaware 87ers de la Liga de Desarrollo de la NBA. El 31 de diciembre es cortado por Delaware. En 15 juegos, promedió 11.7 puntos, 4.1 rebotes, 1.3 asistencias y 1.2 robos en 28.1 minutos por partido.